# Donetes (pel·lícula de 1994)
|  | Aquest article tracta sobre Donetes (pel·lícula de 1994). Vegeu-ne altres significats a «Donetes». |

Donetes (títol original en anglès Little Women) és una pel·lícula estatunidenca dirigida per Gillian Armstrong, estrenada el 1994, adaptació de la novel·la homònima de Louisa May Alcott en 1868. Aquesta pel·lícula ha estat doblada al català.

## Argument
Donetes és la història de quatre noies, Margaret (Meg), Joséphine (Jo), Elisabeth (Beth) i Amy o Amie. Viuen als Estats Units amb la seva mare i una fidel criada anomenada Hannah. Pertanyen a la classe mitjana de la societat. La història passa durant la guerra de Secessió. El seu pare nordista, és al front. En aquest conjunt Jo descobreix un talent per a l'escriptura...

## Repartiment
- Winona Ryder: Josephine 'Jo' March
- Susan Sarandon: Abigail 'Marmee' March
- Trini Alvarado: Margareth 'Meg' March
- Kirsten Dunst: Amy March de jove
- Claire Danes: Elizabeth 'Beth' March
- Samantha Mathis: Amy March adulta
- Gabriel Byrne: Friedrich Bhaer
- Christian Bale: Théodore 'Laurie' Laurence
- Eric Stoltz: John Brooke

## Nominacions[calcitació]
- Oscar a la millor actriu per Winona Rider
- Oscar al millor vestuari per Colleen Atwood
- Oscar a la millor música original per Thomas Newman
- BAFTA al millor vestuari per Colleen Atwood